# چمدان‌برهای هتل باگ‌هاوس
چمدان‌برهای هتل باگ‌هاوس (انگلیسی: Bughouse Bellhops) یک فیلم کمدی صامت کوتاه به کارگردانی هال روچ است که در سال ۱۹۱۵ منتشر شد. از بازیگران این فیلم می‌توان به هارولد لوید، اسناب پالرد و ببه دنیلز اشاره کرد.